# Bristol St James In
Bristol St James In var en civil parish fram till 1896 då den blev en del av Central Bristol, i grevskapet Gloucestershire (nu Bristol), i England. Denna civil parish hade 7 831 invånare år 1891.